# Chilothorax tanhensis
Chilothorax tanhensis är en skalbaggsart som beskrevs av Frolov 2001. Chilothorax tanhensis ingår i släktet Chilothorax och familjen Aphodiidae. Inga underarter finns listade i Catalogue of Life.